# Ivailo Filev
Ivailo Todorov Filev –en búlgaro, Ивайло Тодоров Филев– (1 de mayo de 1987) es un deportista búlgaro que compitió en halterofilia.
Ganó una medalla de bronce en el Campeonato Mundial de Halterofilia de 2007 y una medalla de oro en el Campeonato Europeo de Halterofilia de 2014.
En junio de 2008 dio positivo por metandienona (un esteroide anabólico) junto con otros diez halterófilos búlgaros, y fue suspendido por cuatro años.

## Palmarés internacional
| Campeonato Mundial | Campeonato Mundial     | Campeonato Mundial | Campeonato Mundial |
| Año                | Lugar                  | Medalla            | Categoría          |
| ------------------ | ---------------------- | ------------------ | ------------------ |
| 2007               | Chiang Mai (Tailandia) | Medalla de bronce  | 62 kg              |
| Campeonato Europeo |                        |                    |                    |
| Año                | Lugar                  | Medalla            | Categoría          |
| 2014               | Tel Aviv (Israel)      | Medalla de oro     | 62 kg              |